# Daniel Zmeko

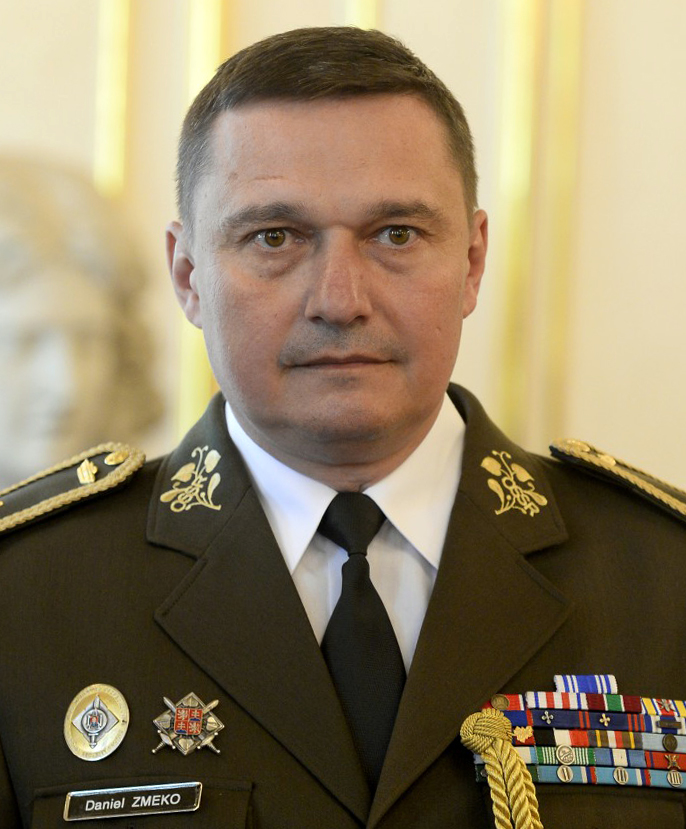
Daniel Zmeko (2015)

Daniel Zmeko (* 24. November 1967 in Nové Mesto nad Váhom) ist ein slowakischer General und der militärische Oberbefehlshaber der Slowakischen Streitkräfte.

## Leben
Daniel Zmeko wurde 1967 in Nové Mesto nad Váhom, deutsch Neustadt(l) an der Waag, geboren. Nach seinem Abitur an einer Kadettenanstalt in Banská Bystrica im Jahr 1986 besuchte er die (damals tschechoslowakische) Akademie der Landstreitkräfte in Vyškov na Morave.

### Militärische Laufbahn
Nach Abschluss der Militärakademie im Jahr 1990 diente er zunächst bei den Landstreitkräften der Tschechoslowakischen Armee und ab 1993 bei den Streitkräften der Slowakischen Republik. In den folgenden Jahren durchlief er verschiedene Positionen vom Kompanieführer zum Stabschef einer Brigade und diente 2005 bei der Operation Iraqi Freedom. Nach Verwendung auf verschiedenen Posten in der Armeeführung wurde er am 7. Mai 2018 zum Oberbefehlshaber der Slowakischen Streitkräfte ernannt.

### Privates
Der General ist verheiratet und hat zwei Kinder. Neben seiner Muttersprache spricht er fließend Englisch und Russisch. Zu seinen Hobbys gehören Militärgeschichte und Fischen.